# Andoga
La Andoga (in russo Андога?) è un fiume del nord-ovest della Russia europea, tributario di sinistra della Suda. Scorre nell'oblast' di Vologda.

## Descrizione
Il fiume ha origine dal lago Andozero, nel distretto Belozerskij, e scorre prevalentemente in direzione sud, attraversa il distretto di Kadujskij, devia a sud-est nel corso inferiore e sfocia nella Suda a 10,9 km dalla sua foce. La sua lunghezza è di 142 km, il bacino idrografico di 3 760 km². Il suo maggior affluente è la Šulma (da sinistra), lungo 76 km.